# Setra S 417 UL
Der Setra S 417 UL ist ein Überlandbus der Marke Setra. Die Tochtergesellschaft der Daimler AG brachte im Jahr 2006 den 14,05 Meter langen S 417 UL auf den Markt. Das Fahrzeug wurde mit einer geraden Linienbusfront oder mit der schrägen GT-Front angeboten.
Seit 2013 wird der S 417 UL mit einem OM 470–Motor ausgerüstet, der über eine Common-Rail-Einspritzung verfügt und die Abgasnorm Euro 6 erfüllt. Im Gegensatz zum liegend eingebauten Vorgängermotor OM 457 hLA, der im Fahrzeug zu Zeiten der gültigen Abgasnormen Euro 4 und 5 verbaut worden ist, ist der OM 470 stehend eingebaut. Die maximale Drehzahl des Motors liegt bei 2000 Umdrehungen pro Minute. Für die Sicherheit der Fahrgäste ist der Bus mit ABS und ASR ausgestattet. Im Innenraum hat der Bus serienmäßig 61 Setra-Transit-Sitze, die für die Fahrgastbeförderung im Überlandverkehr konzipiert sind. Maximal 63 Fahrgastsitze zuzüglich zwei Begleitersitze sind möglich. Für den kombinierten Einsatz, der bei Betreibern dieses Typs oftmals üblich ist, sind teilweise Sonderausstattungen wie Reisebestuhlung, ein WC und eine Bordküche anzutreffen.
Die Produktion des Modells wurde genau wie bei allen anderen UL-Fahrzeugen von Setra 2020 eingestellt. In der neuen Überlandbus-Reihe von Daimler Buses, dem Intouro, ist kein Nachfolger für den S 417 UL zu finden.